# 아멜 라료
아멜 라료(Amel Larrieux, 1973. 3. 8 ~)는 미국의 소울, R&B 싱어송라이터이다.

## 활동 내용

### Groove Theory (그루브 시어리)
아멜 라료는 1995년 브라이스 윌슨과 함께 그룹 그루브 시어리로 첫 앨범 Groove Theory로 데뷔했다. 이 앨범에서 "Tell Me" , "Keep Tryin'." , "Baby luv."와 같은 히트곡을 내놓았다.
그 후 그루브 시어리는 미국의 Sunset Park(1996), Love Jones(1997)라는 사운드트랙에도 참가하였었으나, 아멜 라료는 브라이스 윌슨과의 음악 차이로 두 번째 앨범 The Answer에 참가하지 않고 탈퇴한다. 그루브 시어리는 마케다 데이비스를 아멜 라료 대신 보컬로 참여시키고, 결국 2001년에 전격 해체한다.

### 그 이후의 솔로 활동
처음 아멜 라료는 1996년 Sweetback의 앨범 Sweetback의 객원 보컬로 참여하여, You Will Rise를 피쳐링했다. 또한 토와 테이와 몬도 그로소의 보컬로도 참가했다. 

### 솔로 앨범
- Infinite Possibilities (2000)
- Bravebird (2004)
- Morning (2006)
- Lovely Standards (2007)